# Noors basketbalteam (mannen)
Het Noors nationaal basketbalteam is een team van basketballers dat Noorwegen vertegenwoordigt in internationale wedstrijden. Norges Basketballforbund (NBBF) is verantwoordelijk voor het nationale team dat zich nooit wist te kwalificeren voor een editie van het Wereldkampioenschap basketbal, de Eurobasket of het onderdeel basketbal van de Olympische Zomerspelen.
De eerste wedstrijd speelde het Noors nationaal basketbalteam in 1966 tegen IJsland. Noorwegen verloor de wedstrijd met 39-74.
Recordinternational van de Noren is oud-NBA-basketballer Torgeir Bryn. Hij werd 111 keer geselecteerd voor het Noors nationaal basketbalteam. De meeste Noorse international zijn tegenwoordig actief in de eigen Noorse basketbalcompetitie.